# الحملة العثمانية إلى آتشيه

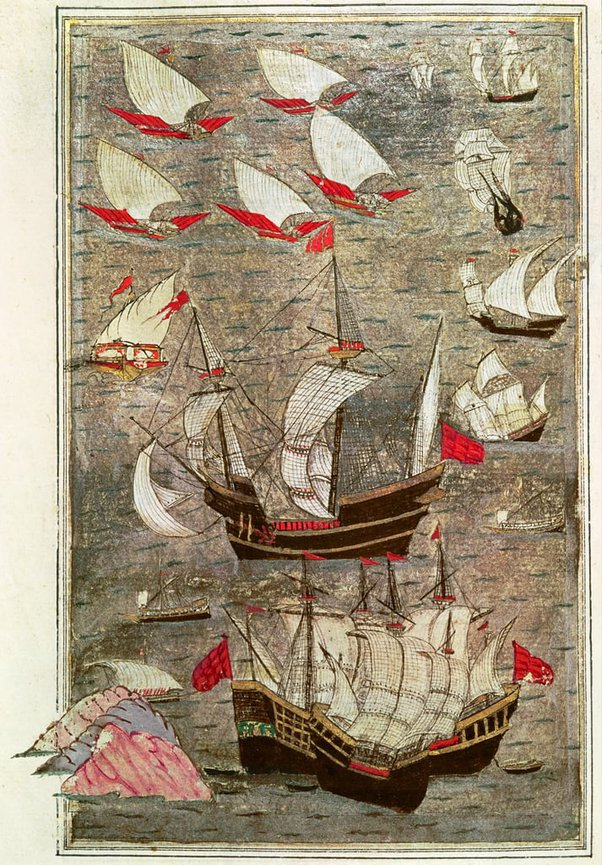
الأسطول العثماني في المحيط الهندي في القرن السادس عشر.

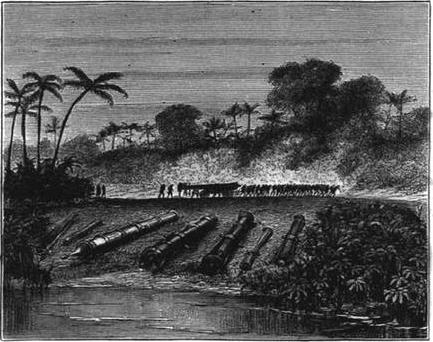
المدافع العثمانية والآتشيهية مفككة بعد احتلال هولندا لآتشيه. أخبار لندن المصورة.

الحملة العثمانية إلى آتشيه بدأت حوالي 1565 عندما سعت الدولة العثمانية إلى أن تدعم سلطنة آتشيه في قتالها ضد الإمبراطورية البرتغالية في ملقا. هذه الحملة تبعت إرسال مبعوث من قبل السلطان علاء الدين القهار سلطان آتشيه (1539-1571) إلى السلطان العثماني سليمان القانوني عام 1564 أو ربما قبل ذلك، عام 1562. وقد أرادت سلطنة آتشيه من خلال ذلك طلب الدعم العثماني ضد هجمات الإمبراطورية البرتغالية.

## العلاقات العثمانية الآتشيهية

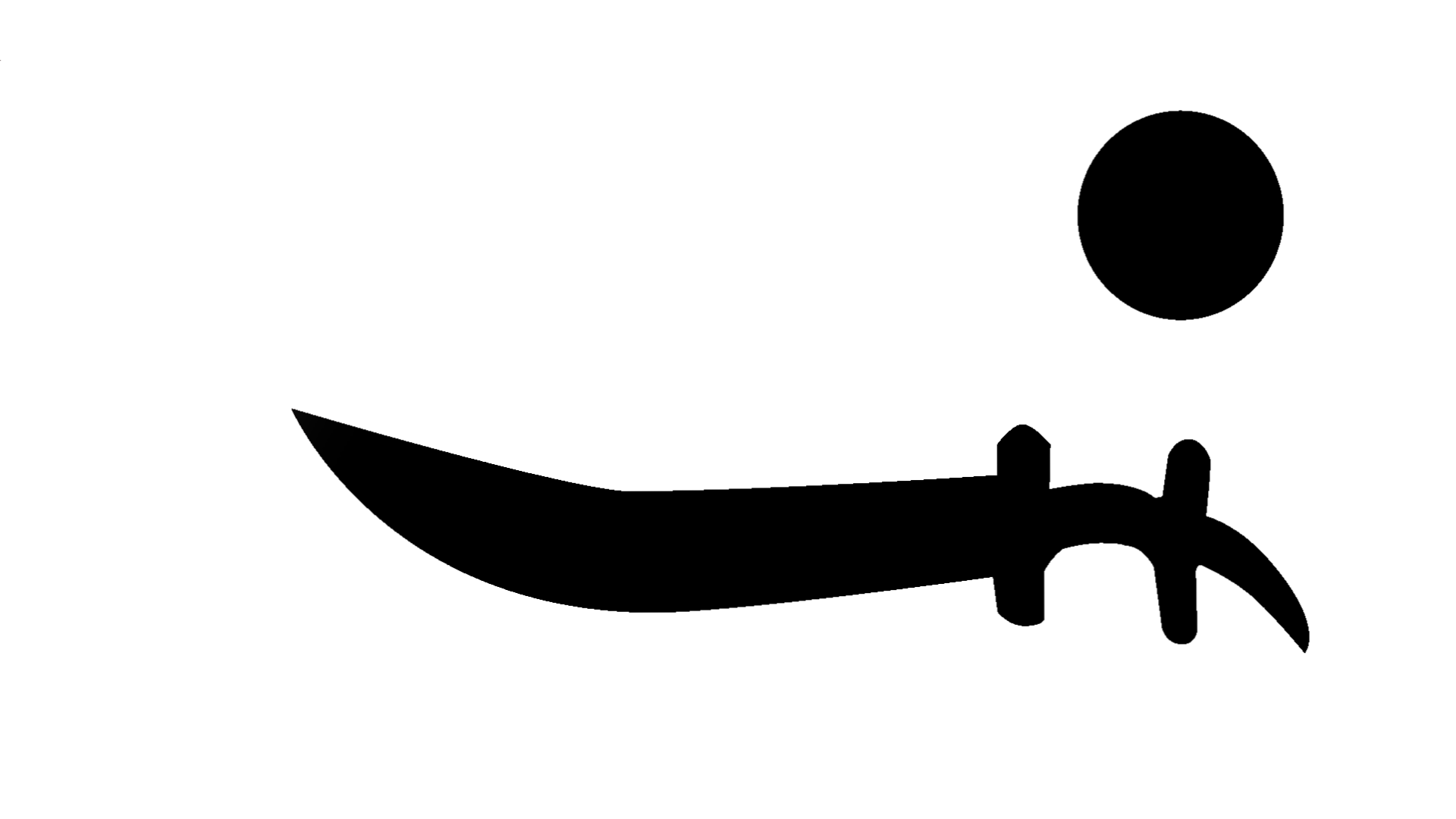
شعار سلطنة آتشيه

التحالف بين الدولة العثمانية وسلطنة آتشيه غير الرسمي بدأ على الأقل في ثلاثينيات القرن السادس عشر. وقد أراد السلطان علاء الدين أن ينمي هذه العلاقات ليس فقط لأجل طرد البرتغاليين من ملقا، ولكن كذلك ليوسع سلطته على جزيرة سومطرة. وبحسب الروايات المكتوبة من قبل أمير البحر البرتغالي فرناو مندش بنتو فإن الأسطول العثماني الذي وصل أولاً إلى آتشيه كان يتكون من 300 عثماني وسواحليين وصوماليين من مقديشو وغيرها من دول المدن، إضافةً إلى سنديين من الديبل وتتا وكذلك غجراتيين من سورت وحوالي مئتي بحار مليباري من جنجيرة لمساعدة الإقليم الباتاقي وجنوب شرق آسيا البحري عام 1539.
تباعاً لسفارة عام 1562، يتضح أن آتشيه استلمت إمدادات عسكرية عثمانية لأجل بناء قدراتها ولتسمح لها كذلك بأن تُخضع كلاًّ من مملكة آرو وسلطنة جوهر عام 1564.

## الحملات العثمانية
عام 1564 بعث السلطان علاء الدين القهار سفارةً إلى إسطنبول. وفي رسالته إلى الباب العالي، أشار إلى السلطان العثماني بلقب «الخليفة».
وبعد موت السلطان سليمان القانوني عام 1566، أمر السلطان سليم الثاني السفن أن تنطلق إلى آتشيه. عدد من الجنود وصائني الأسلحة والمهندسين أُرسلوا في ذلك الأُسطول العثماني مع إمدادات كبيرة من السلاح والذخيرة. وقد كان أول أُسطولٍ أُرسل إلى آتشيه مكونٌ من 15 قادس مزودة بالمدفعية، وقد غيّر هذا الأُسطول مساره لقتال تمردٍ في اليمن، وما وصل من ذلك الأُسطول كان في آخر الأمر فقط سفينتين عام 1566/1567، ولكن أساطيل أُخرى مُتعددة وسلع مشحونة قد تبعتهما لاحقاً. وقد كانت أول حملة تحت إمرة كوردوغلو خضر ريس، كما أنّ الآتشيهيين قد قايضوا السلع المشحونة بالياقوت واللؤلؤ والألماس. وفي 1568، قامت سلطنة آتشيه بحصار ملقا. وعلى الرغم أنّ العثمانيين لم يشاركوا في الحصار بشكلٍ مباشر، فإنهم قد زودوا الحملة بالمدافع، ولم يستطيعوا أن يقدموا أكثر من ذلك؛ بسبب الفتح العثماني لقبرص الذي كان جارٍ آنذاك وكذا بسبب تمردٍ كان في ذلك الوقت في عدن.
وقد درب العثمانيون الآتشيهيين على تشكيل مدافعهم الخاصة بهم، وبعض هذه المدافع كانت من المدافع ذوات الحجم الضخم، وقد انتشرت حرفة صناعة مثل هذه الآسلحة عبر كل جنوب شرق آسيا البحري. وقد صُنعت العديد من المدافع الشهيرة في كلٍّ من ماكاسار وماتارام وجاوة والمينانغكابو وملقا وبروناي. وقد استولى المحتلون الأوروبيون على كثير من هذه القطع المدفعية النادرة؛ حيث أن كثيراً من أجراس الكنائس الهولندية في آتشيه قد صُنعت من خلال صهر هذه الأسلحة العثمانية. ولا زالت بعض هذه الأجراس تحمل الشعار العثماني والتي كانت أصلاً على سبطانات المدافع. ومع بداية القرن السابع عشر، كانت آتشيه تحوي حوالي 1200 مدفع برونزي متوسط الحجم وحوالي 800 سلاح آخر مثل المدافع الدوارة محشوة المغلاق والقربينات.

## النتائج
لقد قادت تلك الحملات إلى زيادة التبادل بين العثمانيين وسلطنة آتشيه في النواحي العسكرية والتجارية والثقافية والدينية. وقد استمر حكام آتشيه اللاحقون في هذا التبادل مع الدولة العثمانية، وعلى ما يبدو أن العثمانيين قد سمحوا للسفن الآتشيهية بأن ترفع العلم العثماني.
لقد كانت العلاقات العثمانية الآتشيهية تُشكل خطراً عظيماً على البرتغالييين؛ حيث منعهم ذلك من تأسيس مركز تجاري احتكاري في المحيط الهند. وقد كانت آتشيه خصماً تجارياً كبيراً للبرتغاليين خاصة في عهد السلطان إسكندار مودا، والذي كانت تحوز سلطنة آتشيه في عهده ترسانة عسكرية تتكون من 1200 مدفع و800 قطعة من المدافع الصغيرة المتحركة والمسكيت، ولعل الآتشيهيين آنذاك كانوا يسيطرون على أكثر تجارة التوابل مقارنة بالبرتغاليين. وقد حاول البرتغاليون أن يدمروا المحور التجاري الآتشيهي العثماني البندقي لمصلحتهم؛ حيث حاولت البرتغال أن تضع خططاً لمهاجمة كلٍّ من البحر الأحمر وآتشيه، ولكنها فشلت بسبب الافتقار إلى القوة البشرية في المحيط الهندي.
وعندما هوجِمت آتشيه من قبل الهولنديين عام 1873، مسببة ما يُعرف بحرب آتشيه، ناشدت المنطقة الدولة العثمانية أن تساعدها بموجب الإتفاق بين العثمانيين وسلطنة آتشيه لكون آتشيه هي إحدى توابعها، الشيء الذي رفضته القوى الغربية خشيةَ أن يصبح ذلك سابقةً يُحتذى بها، مرةًً أخرى طلبت آتشيه تعزيزاتٍ عسكرية من العثمانيين، لكن الأُسطول المكلف الذي كان بشكل أساسي مخصص لمساعدة آتشيه قد حُرِف مساره إلى اليمن لأجل إنهاء ثورة الزيود هناك.